# Ачиры
Ачиры (тат. Вәчер) — деревня в Тобольском районе Тюменской области. Административный центр Ачирского сельского поселения.

## География
Расположена на севере района в лесной зоне, на реке Алымка. Расстояние до Тобольска — 120 км.

## История
Первое официальное упоминание об Ачирах относится к 1640 г. — по ясачной книге Тобольского уезда в Ачирах числилось 13 ясачных людей.

## Население
| 2010 |
| ---- |
| 356  |

## Улицы
- Левобережная улица
- Правобережная улица

## Происшествия
- (октябрь, 2019) Вспышка редкой гаффской болезни в деревне Ачиры Тюменской области[3][4][5].